# Dennis C. Blair

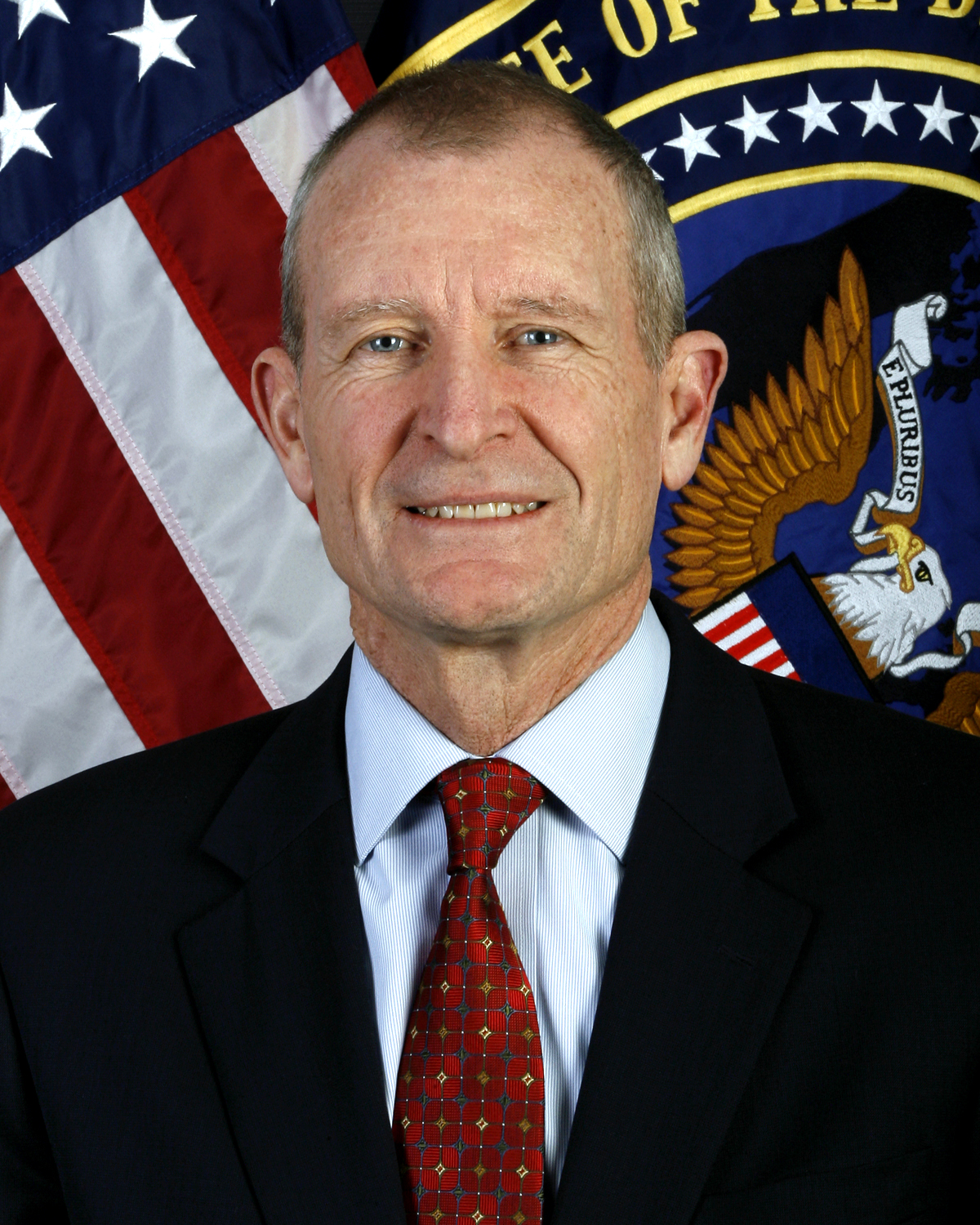
Dennis Blair (2009)

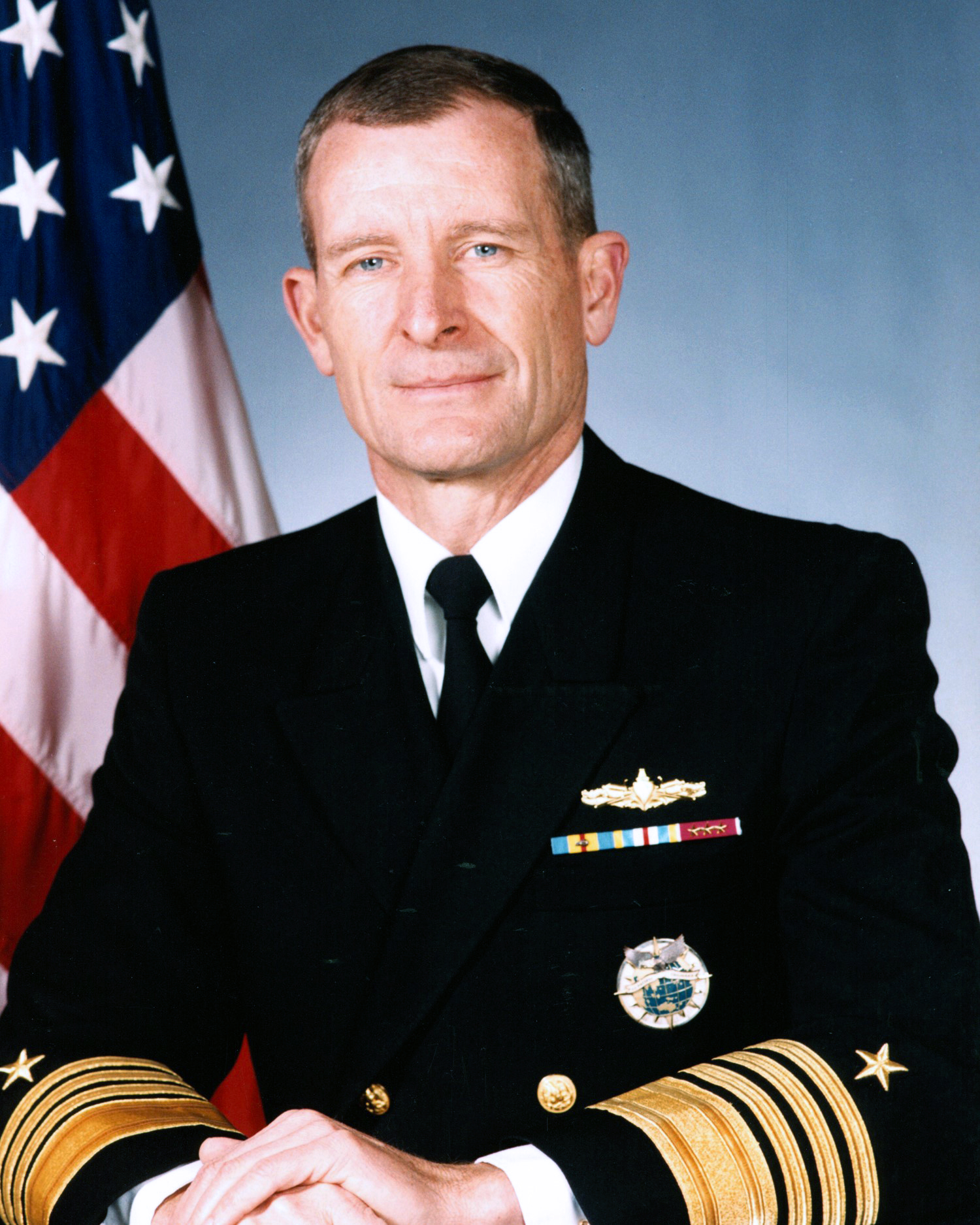
Admiral Blair (1999)

Dennis Cutler Blair (* 4. Februar 1947 in Kittery, Maine) ist Admiral i. R. der United States Navy. Nach seiner Dienstzeit übernahm er Lehraufträge und wurde Mitglied in Think Tanks. Am 29. Januar 2009 übernahm er den Posten des Direktors der Nationalen Nachrichtendienste unter US-Präsident Obama, den er bis zu seinem Rücktritt am 28. Mai 2010 innehatte.

## Leben
Blair schloss 1968 die United States Naval Academy ab. Sein erster Seeeinsatz führte Blair auf die Tattnall. Danach nahm er ein Rhodes-Stipendium an und studierte Russisch an der University of Oxford und war später White House Fellow.
1984 übernahm er für zwei Jahre das Kommando über die Cochrane, 1989 wurde er Kommandant der Naval Station Pearl Harbor. 1993 bekam er das Kommando über die Kampfgruppe um den Flugzeugträger Kitty Hawk, das er bis 1995 innehatte. 1999 übernahm er als Commander-in-Chief das United States Pacific Command. In diese Zeit fielen die Unruhen in Osttimor 1999, während denen Blair beschuldigt wurde, zu eng mit Indonesien zusammenzuarbeiten. 2002 verließ er die Navy.
Im Anschluss wurde er Vorsitzender des Think Tanks Institute for Defense Analyses und saß im Vorstand des Zulieferers EDO Corporation. 2006 trat er von beiden Ämtern zurück, nachdem das IDA einen Bericht publiziert hatte, in dem der United States Air Force empfohlen wurde, einen langjährigen Kaufvertrag über die Lockheed F-22 Raptor abzuschließen, von dem auch EDO profitieren würde. Später unterrichtete Blair am The National Bureau of Asian Research, am Dickinson College und dem United States Army War College.

## Direktor der Nationalen Nachrichtendienste
Am 16. April 2009 schrieb Blair in einer internen Stellungnahme, dass die von Obama verbotenen Verhörmethoden wichtige Informationen im Kampf gegen den Terrorismus erbracht hätten; der Preis dafür jedoch sei zu hoch gewesen.
Mark Mazzetti berichtet in Killing Business vom vergeblichen Bemühen Blairs, als DNI Kontrolle über die CIA auszuüben.
In die Kritik geriet Blair nach dem gescheiterten Attentatsversuch auf den Northwest-Airlines-Flug 253 vom 25. Dezember 2009; der Nigerianer Umar Farouk Abdulmutallab hatte mit Sprengstoff einen Anschlag beim Landeanflug auf den Flughafen Detroit versucht. Präsident Obama räumte „katastrophale“ Pannen seiner Sicherheitsbehörden ein und sprach von „Fehlern im System“.
Am 20. Mai 2010 kündigte Blair seinen Rücktritt an, der am 28. Mai wirksam wurde. Als Blairs Nachfolger nominierte Präsident Obama den ehemaligen Luftwaffengeneral James R. Clapper.

## Auszeichnungen

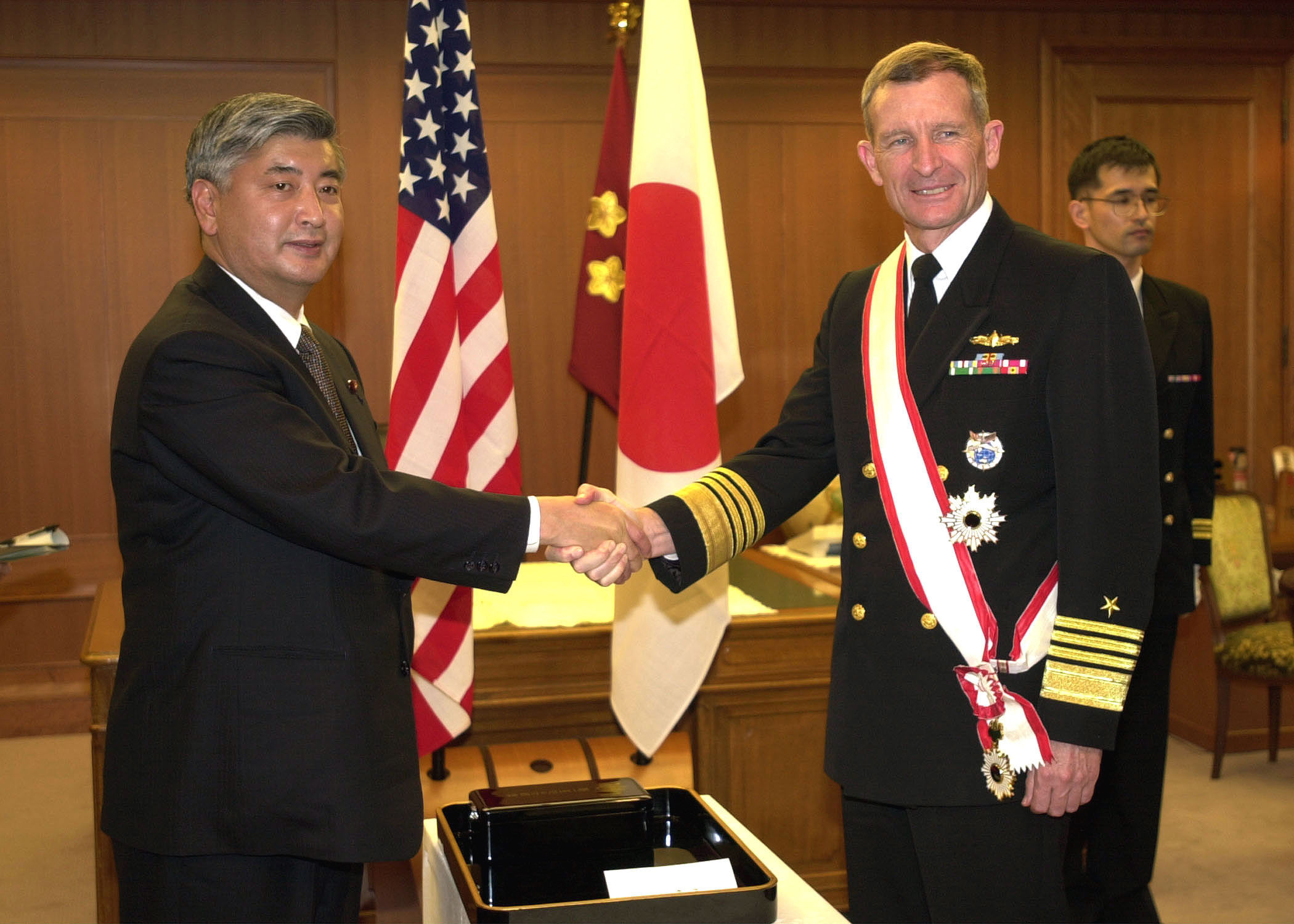
Dennis C. Blair bei der Verleihung des japanischen Ordens der Aufgehenden Sonne (2002).

Auswahl der Dekorationen, sortiert in Anlehnung der Order of Precedence of the Military Awards:
- Defense Distinguished Service Medal
- Legion of Merit
- Meritorious Service Medal
- Navy & Marine Corps Commendation Medal

Des Weiteren wurde ihm 2002 der große Orden der Aufgehenden Sonne am Band verliehen.